# Fedja Damjanov
Fedja Damjanov (in bulgaro Федя Дамянов?; Vidin, 14 agosto 1950) è un ex canoista bulgaro.

## Palmarès

### Olimpiadi
- 1 medaglia:
  - 1 bronzo (Monaco di Baviera 1972 nel C-2 1000 m)

### Mondiali
- 1 medaglia:
  - 1 bronzo (Belgrado 1971 nel C-2 1000 m)